# Ourique
Ourique és un municipi portuguès, situat al districte de Beja, a la regió d'Alentejo i a la subregió de l'Baixo Alentejo. L'any 2004 tenia 5.842 habitants. Limita al nord amb Santiago do Cacém i Aljustrel, a l'est amb Castro Verde i Almodôvar, al sud amb Silves i a l'oest amb Odemira.
Ourique va rebre carta foral de Dinis de Portugal el 1290.

## Població
| Població del concelho d'Ourique (1801 – 2004) | Població del concelho d'Ourique (1801 – 2004) | Població del concelho d'Ourique (1801 – 2004) | Població del concelho d'Ourique (1801 – 2004) | Població del concelho d'Ourique (1801 – 2004) | Població del concelho d'Ourique (1801 – 2004) | Població del concelho d'Ourique (1801 – 2004) | Població del concelho d'Ourique (1801 – 2004) | Població del concelho d'Ourique (1801 – 2004) |
| --------------------------------------------- | --------------------------------------------- | --------------------------------------------- | --------------------------------------------- | --------------------------------------------- | --------------------------------------------- | --------------------------------------------- | --------------------------------------------- | --------------------------------------------- |
| 1801                                          | 1849                                          | 1900                                          | 1930                                          | 1960                                          | 1981                                          | 1991                                          | 2001                                          | 2004                                          |
| 6480                                          | 8205                                          | 9143                                          | 14014                                         | 15002                                         | 7969                                          | 6597                                          | 6199                                          | 5842                                          |

## Freguesies
- Conceição
- Garvão
- Ourique
- Panóias
- Santa Luzia
- Santana da Serra